# Српско задужбинарство
Српско задужбинарство представља традицију завештања или поклањања личне имовине задужбини, која ту имовину користи за остваривање одређене општекорисне, друштвене, културне, образовне или хуманитарне сврхе, у складу са вољом оснивача – задужбинара. Задужбинарство у Срба има дугу и богату историју која сеже још из средњег века, нарочито је било популаризовано крајем XIX и почетком XX века, да би током комунистичког периода било значајно ограничено и делом заборављено. Након демократских промена, питање задужбинарства и обнове рада задужбина поново добија на значају.

## Порекло речи и појам
Стара српска реч „задужбина“ изведена је од речи „душа“, „за душу“. Означавала је имовину коју неко оставља или на други начин одређује за спасење своје душе, често кроз богоугодна дела или дарове цркви и сиротињи. У ширем смислу, појам се односи на сваку имовину намењену општекорисним циљевима, којима управља посебна организација – задужбина, фондација или фонд. Задужбинар је оснивач задужбине, дародавац који своју имовину оставља за постизање одређених циљева.

## Историјат задужбинарства

### Средњовековно задужбинарство
Задужбинарство у средњовековној Србији било је најизраженије кроз подизање манастира и цркава. Владари из династије Немањића били су највећи задужбинари, а њихове задужбине постале су жаришта српске духовности, писмености и културе.
- Стефан Немања (Свети Симеон Мироточиви) подигао је, између осталих, Хиландар (са Светим Савом) и Студеницу.
- Свети Сава је, поред Хиландара и Студенице, значајно допринео организацији црквеног живота и оснивању болница.
- Краљ Милутин био је један од највећих ктитора, са више десетина задужбина, међу којима се истичу Грачаница, Богородица Љевишка (обнова) и Краљева црква у Студеници.
- Цар Душан је као своју главну задужбину подигао манастир Светих Архангела код Призрена.
- Деспот Стефан Лазаревић је подигао Манасију (Ресаву).

И други српски великаши, властела и црквени великодостојници били су задужбинари, подижући и дарујући цркве и манастире.

### Задужбинарство у новом веку (XVIII и XIX век)
Након периода османске владавине, традиција задужбинарства се обнавља, посебно међу Србима у Хабзбуршкој монархији, а касније и у обновљеној Србији. У овом периоду, поред црквених, јављају се и световне задужбине намењене просвети, култури и хуманитарним циљевима.
- Сава Текелија (1761–1842) основао је Текелијанум у Пешти (1838), задужбину за школовање сиромашних српских ђака.[3]
- Миша Анастасијевић (1803–1885), познати трговац и добротвор, поклонио је Капетан-Мишино здање у Београду "своме отечеству" за просветне сврхе.
- Илија Милосављевић Коларац (1800–1878) основао је Коларчеву задужбину (Коларчев народни универзитет) у Београду, намењену образовању и култури.[4]

### Процват задужбинарства (крај XIX – прва половина XX века)
Овај период карактерише велики број задужбина које оснивају богати трговци, индустријалци, интелектуалци и други грађани. Мотиви су били различити: од родољубља и жеље да се "буде на ползу српскога народа", преко бриге за образовање и културу, до хуманитарних разлога, посебно у случајевима када задужбинари нису имали директне потомке.
- Никола Спасић (1838–1916) био је један од највећих српских задужбинара, који је сву своју имовину оставио за оснивање задужбине која је помагала болнице, сиротишта и друге хуманитарне и образовне установе.[6]
- Сима Андрејевић Игуманов (1804–1882) основао је Призренску богословију и задужбину за њено издржавање.
- Лука Ћеловић (1854–1929) оставио је велику имовину Београдском универзитету.

Бројне су и задужбине мањег обима, али не мањег значаја, које су оснивали грађани широм Србије. Задужбинарство је било развијено и у Крагујевцу, о чему је 2004. објављена књига "Питома лоза".
Нажалост, било је и случајева да су задужбинари били ратни профитери и да су постали задужбинари под притиском јавног мњења.

### Период након Другог светског рата (национализација, гашење)
После Другог светског рата, у периоду социјалистичке Југославије, дошло је до национализације и конфискације имовине задужбина. Многим задужбинама је промењена намена, њихова имовина је одузета, а неке су и формално угашене. Тиме је на дужи период прекинута традиција задужбинарства у Србији. Често се није поштовала воља задужбинара.

### Обнова задужбинарства (од краја XX века)
Након демократских промена 2000. године, питање обнове задужбинарства и реституције одузете задужбинске имовине поново добија на значају.
- Закон о задужбинама и фондацијама донет је 2010. године, чиме је створен нови правни оквир за оснивање и рад задужбина и фондација.[2]
- Закон о враћању одузете имовине и обештећењу (Закон о реституцији) из 2011. године предвидео је и враћање имовине задужбинама. Међутим, процес реституције је сложен и спор. Постојали су проблеми јер су многе задужбине након национализације формално престале да постоје, па није било правног субјекта коме би се имовина вратила. Такође, организације попут Универзитета, Матице српске или САНУ, којима су задужбинари често остављали имовину на управљање, нису увек имале могућност да ту имовину поврате у оквиру опште реституције.

И поред свих тешкоћа, у Србији се последњих деценија оснивају нове задужбине и фондације, што указује на постепено обнављање ове племените традиције.

## Врсте задужбина и намене
Задужбине се могу оснивати за постизање различитих општекорисних циљева, као што су:
- Просветни и образовни (школовање ђака и студената, подршка научним истраживањима, издавање књига).
- Културни (подршка уметничком стваралаштву, оснивање музеја, галерија, позоришта, организација културних манифестација).
- Хуманитарни (помоћ сиромашнима, болеснима, старима, особама са инвалидитетом).
- Верски (изградња и одржавање цркава и манастира, подршка црквеним активностима).
- Научни (подршка научним истраживањима и институцијама).

## Галерија значајних задужбина
- Задужбина Илије Коларца
- Задужбина Душана Грујића
- Задужбина Ђоке Влајковића
- Задужбина Веселина Лучића
- Задужбина Влајка Каленића
- Математичка гимназија, делом задужбина Персе и Ристе Миленковић
- Задужбина Николе Спасића
- Задужбина Драгољуба Маринковића
- Задужбина Симе Андрејевића Игуманова
- Задужбина Луке Ћеловића и Миливоја Јовановића
- Задужбина Голуба Јанића и Самуила Јанића (данас хотел „Балкан")
- Задужбина Драгиње и Михаила Срећковића (данас општина Палилула)
- Задужбина Димитрија и Анке Наумовић
- Дом Српског лекарског друштва, задужбина др Стевана Милосављевића
- Добротворни фонд Саве Ж. Обрадовића и жене му Кате, Велико Градиште, 1925.